# Ding Dong, Ding Dong
Ding Dong, Ding Dong ist ein Neujahrslied des britischen Musikers und Ex-Beatles George Harrison aus dem Jahr 1974.

## Hintergrund
Nach Harrisons eigenen Worten (“The words of ‘Ding Dong’ are taken from the wall of the house.”) hat er die Worte des Songs auf einer Wand seines Anwesens Friar Park gefunden. Sie sollen aus dem Gedicht Ring, Wild Bells („Läutet, wilde Glocken“) von Lord Alfred Tennyson stammen. “I was just sitting by the fire, playing the guitar, and I looked up on the wall, and there it was written, carved into the wall in oak […]” („Ich saß gerade am Kamin, spielte Gitarre und ich sah an die Wand, und da stand es geschrieben, eingraviert in die Wand in Eiche […]“).

## Text
“Ring out the old, ring in the new; ring out the false, ring in the true.” („Läute das Alte aus, läute das Neue ein; läute das Falsche aus, läute das Wahre ein.“) Über die Funktion eines „Neujahrsliedes“ hinaus beschreibt der Text wohl die Wandlung eines Mitglieds der Beatles zu einem Solo-Artisten. Eine Nebenbedeutung erhalten die Worte des Songs dadurch, dass Harrisons Ehe mit Pattie Boyd zur Zeit der Komposition dieses Songs schon länger kriselte.
Die Worte des Mittelteils habe er auf der Wand seines Gartenhauses gefunden: “Yesterday today was tomorrow and tomorrow today will be yesterday” („Gestern war ‚heute‘ ‚morgen‘, und morgen wird ‚heute’ ‚gestern’ sein“), ein Spruch, der an die Aussage des Harrison-Songs All Things Must Pass von 1970 erinnert.

## Komposition
Das Stück ist in G-Dur, E-Dur und H-Dur notiert; es steht im Viervierteltakt und dauert 3:40 Minuten bzw. 3:36 Minuten als Single-Version und 3:38 Minuten in der LP-Version. Die Melodie erinnert an den Westminsterschlag von Big Ben.

## Besetzung
Besetzungsliste:
- George Harrison: Gitarre, Gesang[10]
- Mick Jones: Gitarre[11]
- Alvin Lee: Gitarre
- Ron Wood: Gitarre[12]
- Klaus Voormann: Bass
- Gary Wright: Keyboards[13]
- Tom Scott: Hörner[14]
- Jim Keltner: Schlagzeug[15]
- Ringo Starr: Schlagzeug[16]

## Aufnahmen
Die Aufnahmen fanden statt in Harrisons eigenem Studio F.P.S.H.O.T. Ende November 1973; Produzent war George Harrison.

## Veröffentlichung
In Großbritannien wurde Ding Dong, Ding Dong als Single mit I Don’t Care Anymore als B-Seite am 6. Dezember 1974 (Apple R 6002) veröffentlicht, in den USA mit Hari’s On Tour (Express) am 23. Dezember 1974 (Apple 1879). In Deutschland erschien Ding Dong, Ding Dong mit Hari’s On Tour (Express) als B-Seite im Dezember 1974 (Apple 1 C 006-05823). Der Song erschien ebenfalls auf dem Album Dark Horse.

## Video-Clip
Zur Vermarktung des Songs wurde ein Video-Clip produziert, in dem George Harrison unter anderem in einer Lederjacke wie in der Hamburger Zeit, im kragenlosen Beatles-Anzug, im Sgt.-Pepper-Kostüm und als Pirat auftritt. In diesem Video zieht er eine Piratenflagge ein und hisst eine Flagge mit der heiligen Om-Silbe. Diese Bilder lassen die Wörter des Songs „old“ als Beatles-Zeit, „new“ als Zeit nach den Beatles, „false“ als Räuberei und „true“ als die hinduistische Religion deuten. Das Video ist auf der DVD der 2014 veröffentlichten Box The Apple Years 1968–75 enthalten.

## Chartplatzierungen
Ding Dong, Ding Dong erreichte folgende höchste Platzierungen:
- UK: Platz 38[20]
- USA: Platz 36[20]
- D: Platz 31[24][25]
- NL: Platz 9[26]

## Kritiken
“‘Ding Dong’ has the distinction of being the quickest song has George ever penned […]”

„‚Ding Dong‘ hat die Besonderheit, der Song zu sein, den George am schnellsten je geschrieben hat […]“

“[…] intermittingly amusing rocker […]”

„[…] zur Abwechslung ein lustiger Rock-Song […]“

“[…] it possesses neither the overt political message of Lennon’s song nor the unashamed commercialism of McCartney’s” […]

„er besitzt weder die offenkundige politische Message von Lennons Song noch den schamlosen Kommerzialismus von McCartneys […]“

“filler”

„Füllsel“

## Coverversion
Die niederländische Band The Analogues führte eine 4:04 Minuten dauernde Version während ihrer Tour Ende 2019 live auf.